# トニー・マクナマラ
トニー・マクナマラ（Tony McNamara, 1967年 - ）は、オーストラリアの劇作家、脚本家、テレビプロデューサーである。

## 人物
ヨルゴス・ランティモス監督の映画『女王陛下のお気に入り』（2018年）と『哀れなるものたち』（2023年）の脚本を書いたことで知られ、前者によりデボラ・デイヴィスと共にアカデミー脚本賞にノミネートされた。またテレビではコメディドラマシリーズ『THE GREAT 〜エカチェリーナの時々真実の物語〜』（2020年-2023年）を企画した。

## 生い立ちと教育
トニー・マクナマラは1967年にビクトリア州キルモアで生まれ、アサンプション・カレッジで教育を受けた。マクナマラはケータリング業と金融業を経て、ローマを訪れたことをきっかけに作家を志した。彼はRMIT大学で著述、オーストラリア映画・テレビ・ラジオ学校で脚本を学んだ。

## キャリア
様々なテレビ番組のエピソードや舞台劇の脚本を手がけた後、2003年にマクナマラは自らの舞台作品『The Café Latte Kid』を翻案した映画『The Rage in Placid Lake』で映画監督デビューした。その後もオーストラリアで『The Secret Life of Us』、『Love My Way』、『Tangle』、『Puberty Blues』といったテレビ作品の脚本を手がけた。
2015年、マクナマラはミッキー・ローク、サラ・シルバーマン、エマ・ロバーツが出演するコメディドラマ『Ashby』で2本目の長編映画監督を務めた。その1年後、彼は医療ドラマ『Doctor Doctor』でテレビに復帰した。
2018年にはエマ・ストーン出演の歴史コメディドラマ映画『女王陛下のお気に入り』を監督のヨルゴス・ランティモスと共同執筆し、批評的に成功した。これはもともとは公開の20年前にデボラ・デイヴィスによって書かれた脚本であったが、ランティモスとマクナマラが協力して最終稿を完成させた。
マクナマラはエル・ファニングとニコラス・ホルトが出演するエカチェリーナ大帝の生涯を描いたテレビシリーズ『THE GREAT 〜エカチェリーナの時々真実の物語〜』を企画し、2020年5月15日よりHuluで配信開始された。この作品は2008年にシドニー・シアター・カンパニーで初演されたエカチェリーナ大帝についての戯曲を基にしている。マクナマラはこの戯曲の映画脚本にも取り組んでいる。
マクナマラはランティモスと再び組んで2023年の映画『哀れなるものたち』の脚本を執筆し、エマ・ストーンも再び主演を務めた。

## 私生活
マクナマラは初婚の相手とのあいだに子供がいる。2009年にオーストラリアの女優のベリンダ・ブロミロウと再婚した。夫婦は子供を2人もうけている。

## フィルモグラフィ

### 長編映画
| 年   | 題名                                 | 役割             | 備考                         |
| ---- | ------------------------------------ | ---------------- | ---------------------------- |
| 2003 | The Rage in Placid Lake              | 監督・脚本       |                              |
| 2015 | Ashby                                | 監督・脚本       |                              |
| 2018 | 女王陛下のお気に入り The Favourite   | 脚本・製作総指揮 | デボラ・デイヴィスと共同脚本 |
| 2021 | クルエラ Cruella                     | 脚本             | デイナ・フォックスと共同脚本 |
| 2023 | 哀れなるものたち Poor Things         | 脚本             |                              |
| 2025 | ローズ家〜崖っぷちの夫婦〜 The Roses | 脚本             |                              |

### 短編映画
| 年   | 題名               | 役割 |
| ---- | ------------------ | ---- |
| 1995 | The Beat Manifesto | 脚本 |

### テレビ
| 年        | 作品                                                   | 備考                                           |
| --------- | ------------------------------------------------------ | ---------------------------------------------- |
| 1993      | All Together Now                                       | 脚本: 第4シーズン第30話「Your Cheatin' Heart」 |
| 1997      | Big Sky                                                | 計3話脚本                                      |
| 2001-2005 | The Secret Life of Us                                  | 計12話脚本                                     |
| 2004-2007 | Love My Way                                            | 計7話脚本                                      |
| 2008      | Echo Beach                                             | 計2話脚本                                      |
| 2008      | Moving Wallpaper                                       | 脚本: 第1シーズン第9話                         |
| 2008      | Rush                                                   | 脚本: 第1シーズン第8話                         |
| 2009-2012 | Tangle                                                 | 計7話脚本                                      |
| 2010-2011 | Spirited                                               | 計3話脚本                                      |
| 2011      | Offspring                                              | 脚本: 第2シーズン第11話「Complications」       |
| 2012-2014 | Puberty Blues                                          | 計7話脚本                                      |
| 2016-2021 | Doctor Doctor                                          | 企画 計15話脚本 計30話製作                     |
| 2020-2023 | THE GREAT 〜エカチェリーナの時々真実の物語〜 The Great | 企画・製作総指揮 計27話脚本                    |

## 受賞とノミネート
| 年   | 賞                                     | 部門                   | 候補作品                                     | 結果       |
| ---- | -------------------------------------- | ---------------------- | -------------------------------------------- | ---------- |
| 1995 | オーストラリア映画協会                 | 短編映画脚本賞         | The Beat Manifesto                           | 受賞       |
| 2003 | オーストラリア・コメディ賞             | コミック脚本賞         | The Rage in Placid Lake                      | ノミネート |
| 2003 | オーストラリア映画協会                 | 脚色賞                 | The Rage in Placid Lake                      | 受賞       |
| 2003 | AWGIE賞                                | メジャーAWGIE賞        | The Rage in Placid Lake                      | 受賞       |
| 2003 | AWGIE賞                                | 脚色賞                 | The Rage in Placid Lake                      | 受賞       |
| 2003 | オーストラリア映画批評家協会賞         | 脚色賞                 | The Rage in Placid Lake                      | ノミネート |
| 2003 | メルボルン国際映画祭                   | 人気長編映画賞         | The Rage in Placid Lake                      | 受賞       |
| 2007 | AWGIE賞                                | テレビシリーズ脚本賞   | Love My Way                                  | 受賞       |
| 2007 | オーストラリア映画協会                 | テレビ脚本賞           | Love My Way                                  | ノミネート |
| 2013 | AACTA賞                                | テレビ脚本賞           | Puberty Blues                                | ノミネート |
| 2014 | AWGIE賞                                | テレビシリーズ脚本賞   | Puberty Blues                                | ノミネート |
| 2015 | AWGIE賞                                | オリジナル映画脚本賞   | Ashby                                        | ノミネート |
| 2018 | アカデミー賞                           | 脚本賞                 | 女王陛下のお気に入り                         | ノミネート |
| 2018 | アトランタ映画批評家協会賞             | 脚本賞                 | 女王陛下のお気に入り                         | 受賞       |
| 2018 | 英国アカデミー賞                       | オリジナル脚本賞       | 女王陛下のお気に入り                         | 受賞       |
| 2018 | 英国インディペンデント映画賞           | 脚本賞                 | 女王陛下のお気に入り                         | 受賞       |
| 2018 | ワシントンD.C.映画批評家協会賞         | オリジナル脚本賞       | 女王陛下のお気に入り                         | 受賞       |
| 2018 | ゴールデングローブ賞                   | 脚本賞                 | 女王陛下のお気に入り                         | ノミネート |
| 2018 | インディアナ映画ジャーナリスト協会     | オリジナル脚本賞       | 女王陛下のお気に入り                         | ノミネート |
| 2018 | ロサンゼルス・オンライン映画批評家協会 | オリジナル脚本賞       | 女王陛下のお気に入り                         | 次点       |
| 2018 | デトロイト映画批評家協会               | オリジナル脚本賞       | 女王陛下のお気に入り                         | ノミネート |
| 2018 | ゴッサム・インディペンデント映画賞     | 脚本賞                 | 女王陛下のお気に入り                         | ノミネート |
| 2020 | プライムタイム・エミー賞               | コメディシリーズ脚本賞 | THE GREAT 〜エカチェリーナの時々真実の物語〜 | ノミネート |